# Égleny
Égleny is een gemeente in het Franse departement Yonne (regio Bourgogne-Franche-Comté) en telt 408 inwoners (2004). De plaats maakt deel uit van het arrondissement Auxerre.

## Geografie
De oppervlakte van Égleny bedraagt 8,0 km², de bevolkingsdichtheid is 51,0 inwoners per km².
De onderstaande kaart toont de ligging van Égleny met de belangrijkste infrastructuur en aangrenzende gemeenten.

## Demografie
Onderstaande figuur toont het verloop van het inwonertal (bron: INSEE-tellingen).